# CD Costa do Sol
Clube de Desportos da Costa do Sol – mozambicki klub piłkarski z siedzibą w Maputo.

## Historia
Clube de Desportos da Costa do Sol został założony w 15 października 1955 jako Sport Lourenço Marques e Benfica. Po zmianie nazwy miasta Lourenço Marques na Maputo klub zmienił przy tym nazwę na Sport Maputo e Benfica w 1976. W 1977 po raz pierwszy zakwalifikował się do rozgrywek krajowych – Moçambola. W 1978 klub przyjął obecną nazwę Clube de Desportos da Costa do Sol. W 1979 klub zdobył po raz pierwszy mistrzostwo Mozambiku. W latach 1979–2007 Costa do Sol wygrywał te rozgrywki 9-krotnie, co wraz z Ferroviário de Maputo jest rekordem. Również w rozgrywkach Taça de Moçambique Costa do Sol jest rekordzistą. W latach 1980–2007 wygrało te rozgrywki 11-krotnie.

## Sukcesy
- Mistrzostwo Mozambiku (10): 1979, 1980, 1991, 1992, 1993, 1994, 1999/00, 2000/01, 2007, 2019.
- Taça de Moçambique (11): 1980, 1984, 1988, 1992, 1995, 1998, 1999, 2000, 2002, 2007.

## Nazwy klubu
- Sport Lourenço Marques e Benfica (1955–1976)
- Sport Maputo e Benfica (1976–1978)
- Clube de Desportos da Costa do Sol (1978– )

## Reprezentanci kraju grający w klubie
| - Jojó - Andre José Macamo - Jorge Joaquim Messa Vulande - Josimar Tiago Machaisse - Otshudi Lamá - Sérgio Faife Matsolo | - Samuel Chapanga - Adino Clodoaldo Tchabana - João Chissano - Rui Évora Alves - Emanuel Matola - José Augusto Dlofo |

## Trenerzy klubu
- Wiktor Bondarienko (199?)
- Diamantino Miranda (2012-)